# Chamira
Chamira là chi thực vật có hoa trong họ Cải.